# Stylo à bille
Pour les articles homonymes, voir Stylo et Bic.

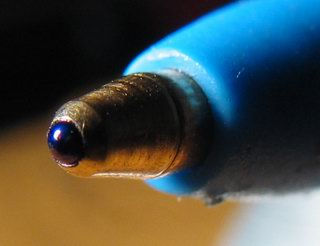
Gros plan d'une bille d'un stylo-bille commun

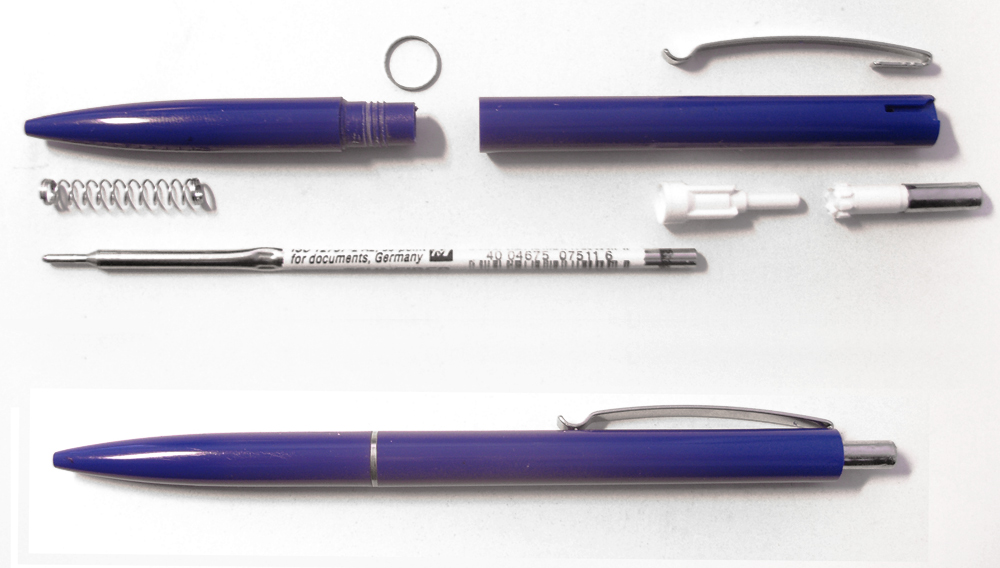
Les différentes parties d'un stylo à bille à pointe rétractable

Un stylo à bille ou stylo-bille, parfois aussi appelé par antonomase un bic, ou simplement un stylo, est un outil servant à écrire, proche d'un crayon dans la forme et la dimension. Les stylos-bille possèdent une réserve interne d'encre visqueuse qui est étalée sur le papier lors de l'écriture par l'intermédiaire d'une petite bille (en général entre 0,7 et 1 millimètre de diamètre) mise en rotation par friction sur un support ; l'encre sèche presque immédiatement après le contact avec le papier. Peu chers, sûrs et ne nécessitant pas d'entretien, ils ont fortement remplacé le crayon à papier, le stylo-plume et éliminé la plume Sergent-Major mais sont concurrencés par le stylo roller.

## Histoire

### L'invention et les frères Bíró
L'idée du stylo à bille est à mettre au crédit de l'Américain John J. Loud, attestée par un brevet déposé en 1888. Cependant son invention était loin d'être au point et son brevet devient caduc. Trente ans plus tard, en 1919, un certain Monsieur Pasquis remporte un prix au concours Lépine avec son invention d'un stylo à bille et dépose un brevet, mais il n'arrive pas à le mettre au point en vue d'une éventuelle commercialisation. II faudra attendre encore trente ans pour voir enfin cette idée se concrétiser. Un journaliste hongrois du nom de László Bíró, par ailleurs inventeur prolifique aidé de son frère György, chimiste, va améliorer trois axes de l'idée initiale : l'encre, la bille et le dispositif d'alimentation.
Concernant l'encre, László Bíró remarque que l'encre à séchage rapide utilisée pour l'impression des journaux permet d'éviter les taches par frottement. Il essaie alors cette encre dans un stylo à plume dont un certain Slavoljub Penkala a inventé le principe en 1907, mais en vain : la viscosité de l'encre l'empêche de s'écouler.
Ignorant les travaux, restés sans suite, de John J. Loud et de M. Pasquis, la légende dit que c'est en observant des enfants jouant avec des billes que Bíró a l'idée de mettre une bille à l'intérieur du stylo : il remarque en effet que lorsque les enfants font passer la bille dans une flaque d'eau, elle entraîne derrière elle un mince filet d'eau… C'est ainsi qu'il aurait eu l'idée de concevoir un « stylo à bille » réellement fonctionnel.
Travaillant avec son frère György, chimiste, Bíró développe en 1938 une nouvelle pointe, constituée d'une bille qui, en tournant librement dans une alvéole, entraîne l'encre d'une cartouche et la dépose sur le papier. Les frères Bíró déposent le brevet de leur invention en 1938 : le « stylo à bille » est véritablement né.
En 1943, Bíró et son frère György doivent se réfugier en Argentine, du fait des lois anti-juives sévissant alors en Hongrie. László Bíró change de nom, devenant Lisandro José.
Les deux frères déposent un nouveau brevet, le 10 juin 1943. Ils créent alors la société des « stylos Biro », qui commercialise leur produit sous le nom de « Birome » resté en usage dans ce pays. La Royal Air Force britannique l'adopte pour ses pilotes, en vertu de ses performances en altitude. En effet, sur le stylo bille la réserve d'encre est constamment à la pression ambiante alors que celle du stylo plume, initialement à la pression correspondant à l'altitude à laquelle a été fait le remplissage, s'équilibre au cours de la montée en altitude en poussant l'encre à travers la plume.

### Premier développement commercial
Eversharp (en), fabricant de portemines aux États-Unis, s'associe avec Eberhard-Faber (en) en mai 1945 pour exploiter une licence de fabrication du Birome.
Dans le même temps, Edmond Regnault (1898-1982) rachète en 1945 l’ensemble des brevets de l’industriel américain Milton Reynolds. Edmond Regnault fonde, sous la marque Reynolds, son entreprise installée à Valence en France, depuis 1945. The Rocket, lancé le 29 octobre 1945 au prix de 12,5 dollars, se répand très largement aux États-Unis, et poursuit aussitôt sa carrière commerciale au Royaume-Uni, puis en Europe continentale[réf. nécessaire]. L’usine est délocalisée en Chine par la société Newell Rubbermaid en 2006.

### Le modèle du Baron Bich
- Si vous ne connaissez pas le sujet, laissez ce bandeau (vous pouvez alors contacter les auteurs).
- Si vous supprimez le contenu mis en cause (vous pouvez préalablement contacter les auteurs),

argumentez précisément cette suppression dans la page de discussion
(un manque de référence n'est pas un argument ; une recherche réelle de référence doit avoir été effectuée, être formellement documentée).
Négociant le brevet avec Bíró, le baron Marcel Bich fait le pari de commercialiser un crayon à bille à 0,50 francs, prix très bas à l'époque. Pour cela et après deux ans de recherches, il va améliorer le modèle des frères Biro sur deux points importants : la formule d’encre parfaite et l’ajustage entre la bille et le tube-réservoir. En 1950, il lance son premier stylo à bille sous son nom abrégé en Bic afin qu'il soit facilement retenu et prononçable dans toutes les langues. Il a l'aspect d'un crayon muni d'un capuchon dont la couleur correspond à la couleur de l'encre, tandis que la consommation peut être suivie grâce à la transparence des matières plastiques du tube souple qui la contient et du tube rigide à section hexagonale (afin qu'il ne roule pas sur la table), qui en constitue l'enveloppe. Objet devenu iconique des Trente Glorieuses et de la société de consommation, le Bic Cristal est exposé de manière permanente dans les collections du Museum of Modern art de New York et dans celles du Musée national d'Art moderne de Paris.
En 1961, le carbure de tungstène de la bille remplace l'inox employé jusque-là et améliore son fonctionnement. Le stylo à bille s'efforce de franchir les portes de l'école et y réussit en 1965 en France.
Au début des années 1990, le capuchon a été percé à son extrémité afin d’éviter à des enfants qui l’auraient ingéré accidentellement de s’étouffer. Ce trou permet en effet de laisser circuler l’air au cas où le bouchon resterait bloqué dans la gorge.
Bic entre dans le club très fermé des marques devenues noms communs. Il conquiert le monde et inaugure l'ère du jetable. Il devient monnaie d'échange pour les touristes occidentaux qui visitent les pays du bloc soviétique. Il est l'auxiliaire modeste de l'alphabétisation des pays pauvres.
Le Bic Cristal est le stylo le plus vendu au monde. Présent dans plus de 160 pays, la firme a précisé lors de son soixantième anniversaire (en 2000) qu'il s'en est déjà écoulé plus de 100 milliards sur les cinq continents depuis sa commercialisation (1950).
Ce succès est dû en partie à sa forme intemporelle identique à celle d'un crayon à papier, à sa qualité, tant de sa bille (qui ne se coince pas) qu'à son encre (qui ne bave pas), mais aussi et surtout à son prix très bas, inférieur à celui d'un crayon à papier.
En 2018, dans le rayon papeterie des magasins Fnac, un Bic Cristal est vendu à l'unité 0,39 €  et un crayon à papier Conté à 0,79 €.

## Le stylo-bille et le dessin

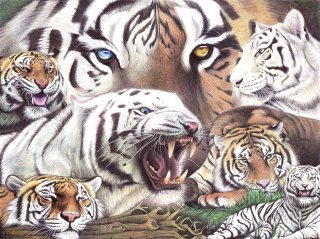
Le dessin au stylo à bille couleur

Bien qu'il ait été conçu pour l'écriture et plus tard en couleur pour réaliser des graphiques plus clairs, le stylo à bille a trouvé d'autres utilisateurs.
Les artistes l'utilisent aujourd'hui à travers le monde pour illustrer leurs visions. Plus précis et contrasté que le crayon de couleur, le stylo bille offre au graphiste un rendu intéressant. Grâce à une gamme de dix couleurs (bleu, rouge, vert, jaune, orange, marron, rose, bleu clair, vert clair et violet) multiplié par les différents tons entre chaque marque et nuançable avec le noir, les stylo-graphistes parviennent à réaliser toutes les couleurs dont ils ont besoin pour créer portraits, paysages et illustrations en tous genres[réf. nécessaire].
Le stylo Bic 4 couleurs a lui aussi trouvé le succès parmi les dessinateurs, qui, à l'image de Blaise Guinin et de sa bande dessinée Quatre Couleurs, utilise le bleu, le rouge, le vert et le noir du quotidien d'un étudiant pour raconter son histoire, ou encore d'Helena Hauss, qui utilise exclusivement des stylos à bille pour réaliser ses œuvres.

## Encres
L'encre des stylos à bille est normalement composée de pigments mélangés à des acides gras et des solvants. Les acides gras permettent de lubrifier la bille et éviter son usure prématurée. Les stylos à bille à encre hybride utilisent de l'encre moins visqueuse qui leur permet de combiner les avantages des stylos à bille (séchage rapide) et des stylos roller à encre gélifiée (meilleure saturation et moindre pression nécessaire).

## Types de stylos à bille

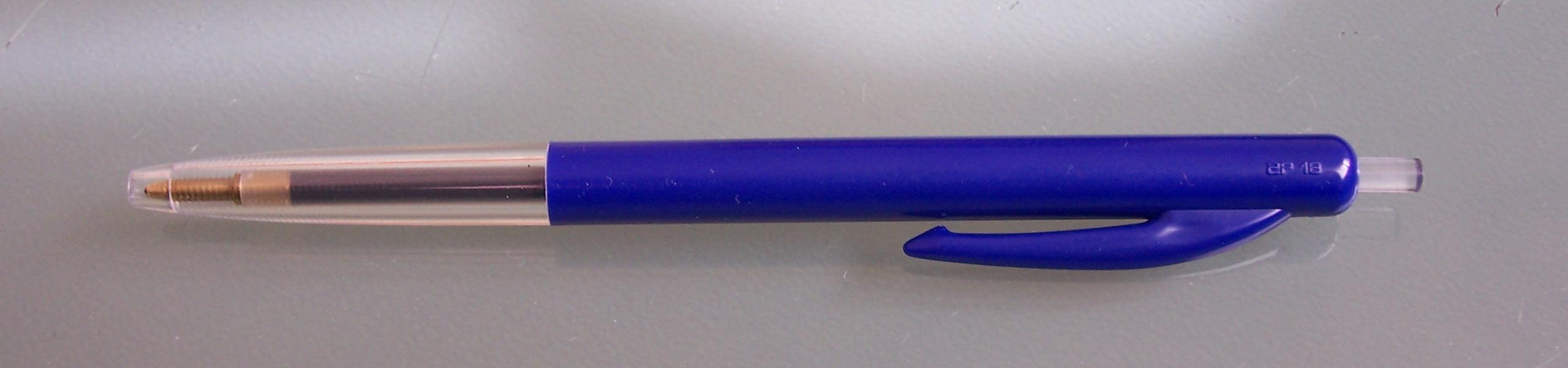
Style à bille jetable Bic M10 à pointe rétractable.

Les stylos à billes existent en versions jetable et rechargeable. La recharge comprend le réservoir, la bille et son support.
Le stylo à bille à encre effaçable a été créé en 1979 par la société Paper Mate.
Les stylos à bille à encre hybride (voir Encres) sont apparus durant les années 2000. Ils combinent les avantages des stylos à bille et des stylos roller à encre gélifiée.
Le premier stylo à bille à cartouche d'encre pressurisée, le Space Pen, est proposé à la NASA en 1965 pour  remplacer le crayon dans l'espace.

## Tests
Avant leur mise sur le marché, les stylos à bille et leurs lignes d'écriture sont testés.
On caractérise la ligne d'écriture par :
- sa résistance à l’eau, à l’éthanol, à l’acide chlorhydrique, à l’ammoniaque, à une solution décolorante, à une gomme et à la lumière ;
- son temps de séchage ;
- sa reproductibilité sur une photocopie, un microfilm ou une télécopie.

On caractérise le stylo à bille lui-même par :
- sa durée de vie durant son stockage sans utilisation ;
- le temps de colmatage en conditions de stockage horizontal et sans capuchon[17] ;
- sa vitesse d’écriture, la charge sur sa pointe et son angle d’écriture ;
- la capacité du fluide d’écriture à pénétrer à travers un papier.

## Risques pour la santé
Un test réalisé par l'UFC-Que Choisir a mis en évidence la présence d'un cocktail de substances, dont des cancérogènes probables, dans l’encre de la totalité des stylos-billes testés.